# Liste der Kulturgüter in Niederwil AG
Die Liste der Kulturgüter in Niederwil enthält alle Objekte in der Gemeinde Niederwil im Kanton Aargau, die gemäss der Haager Konvention zum Schutz von Kulturgut bei bewaffneten Konflikten, dem Bundesgesetz vom 20. Juni 2014 über den Schutz der Kulturgüter bei bewaffneten Konflikten sowie der Verordnung vom 29. Oktober 2014 über den Schutz der Kulturgüter bei bewaffneten Konflikten unter Schutz stehen.
Objekte der Kategorien A und B sind vollständig in der Liste enthalten, Objekte der Kategorie C fehlen zurzeit (Stand: 1. Januar 2023). Unter übrige Baudenkmäler sind weitere geschützte Objekte zu finden, die in der Bau- und Nutzungsordnung der Gemeinde verzeichnet und nicht bereits in der Liste der Kulturgüter enthalten sind.

## Kulturgüter
| Foto |                                                                                         | Objekt                                                         | Kat. | Typ | Standort                                    | Beschreibung |
| ---- | --------------------------------------------------------------------------------------- | -------------------------------------------------------------- | ---- | --- | ------------------------------------------- | ------------ |
| ja   | Datei hochladen · Wikidata zu Ehemaliges Zisterzienserinnenkloster Gnadenthal (Q779366) | Ehemaliges Zisterzienserinnenkloster Gnadenthal KGS-Nr.: 00197 | A    | G   | Reusspark 8 665239 / 249534                 |              |
| ja   | Datei hochladen · Wikidata zu Katholische Pfarrkirche (Q29580218)                       | Katholische Pfarrkirche KGS-Nr.: 09885                         | B    | G   | Schulweg 4 664613 / 247891                  |              |
| ja   | Datei hochladen · Wikidata zu Heilig Kreuz-Kapelle (Q29576045)                          | Heiligkreuz-Kapelle KGS-Nr.: 15374                             | B    | G   | Nesselnbach, Kapellenweg 10 664167 / 248864 |              |

## Übrige Baudenkmäler
| ID  | Foto |                 | Objekt               | Typ | Standort                               | Beschreibung |
| --- | ---- | --------------- | -------------------- | --- | -------------------------------------- | ------------ |
| 2   | BW   | Datei hochladen | Scheune              | G   | Mühleweg 2 664801 / 247859             |              |
| 26  | BW   | Datei hochladen | Wohnhaus             | G   | Schänisweg 4 664453 / 248210           |              |
| 29  | BW   | Datei hochladen | Wohnhaus             | G   | Schänisweg 2 664520 / 248094           |              |
| 30  | BW   | Datei hochladen | Wohnhaus             | G   | Nesselnbacherstrasse 2 664561 / 248068 |              |
| 32  | BW   | Datei hochladen | Wohnhaus             | G   | Nesselnbacherstrasse 1 664565 / 248001 |              |
| 38  | BW   | Datei hochladen | Altes Gemeindehaus   | G   | Hauptstrasse 8 664579 / 247942         |              |
| 62  | BW   | Datei hochladen | Wohnhaus             | G   | Hauptstrasse 24 664609 / 247670        |              |
| 71A | BW   | Datei hochladen | Wohnhaus mit Scheune | G   | Alte Wohlerstrasse 1 664644 / 247570   |              |
| 82  | ja   | Datei hochladen | Wohnhaus             | G   | Hauptstrasse 23 664712 / 247727        |              |
| 85  | BW   | Datei hochladen | Mehrfamilienhaus     | G   | Göslikerstrasse 4 664743 / 247718      |              |

Legende: Siehe Legende der Liste der Kulturgüter von nationaler und regionaler Bedeutung. Anstelle der KGS-Nummer wird als Objekt-Identifikator (ID) die Inventar- oder Gebäudenummer in der Bau- und Nutzungsordnung der Gemeinde verwendet.